# Sekanis
Les Sekanis (ou Tse'khene) sont un peuple autochtone du groupe ethnolinguistique athapascan, dont le territoire ancestral est situé à l'intérieur des terres du nord de la Colombie-Britannique, au Canada. Leur territoire comprend les bassins versants des rivières Finlay et Parsnip du sillon des Rocheuses. Les voisins des Sekanis sont les Babines à l'ouest, les Dakelhs au sud, les Danezaas à l'est, et les Kaskas et Tahltans, au nord, tous également des peuples athapascans. En raison de la migration vers l'ouest des Cris des Plaines au cours des derniers siècles, ces derniers sont également leurs voisins à l'est.
Les Sekanis nomment leur langue [tsek'ene] ou [tθek'ene] selon le dialecte, auquel s'ajoute Dene (signifiant « peuple »), le tout signifiant « peuple sur les rochers ». Le terme Sekani est une anglicisation de ce terme. D'autres terminologies sont parfois employées, particulièrement dans les sources plus anciennes, telles que Secunnie, Siccanie, Sikani et le Sékanais, en français. Fort Nelson

## Culture

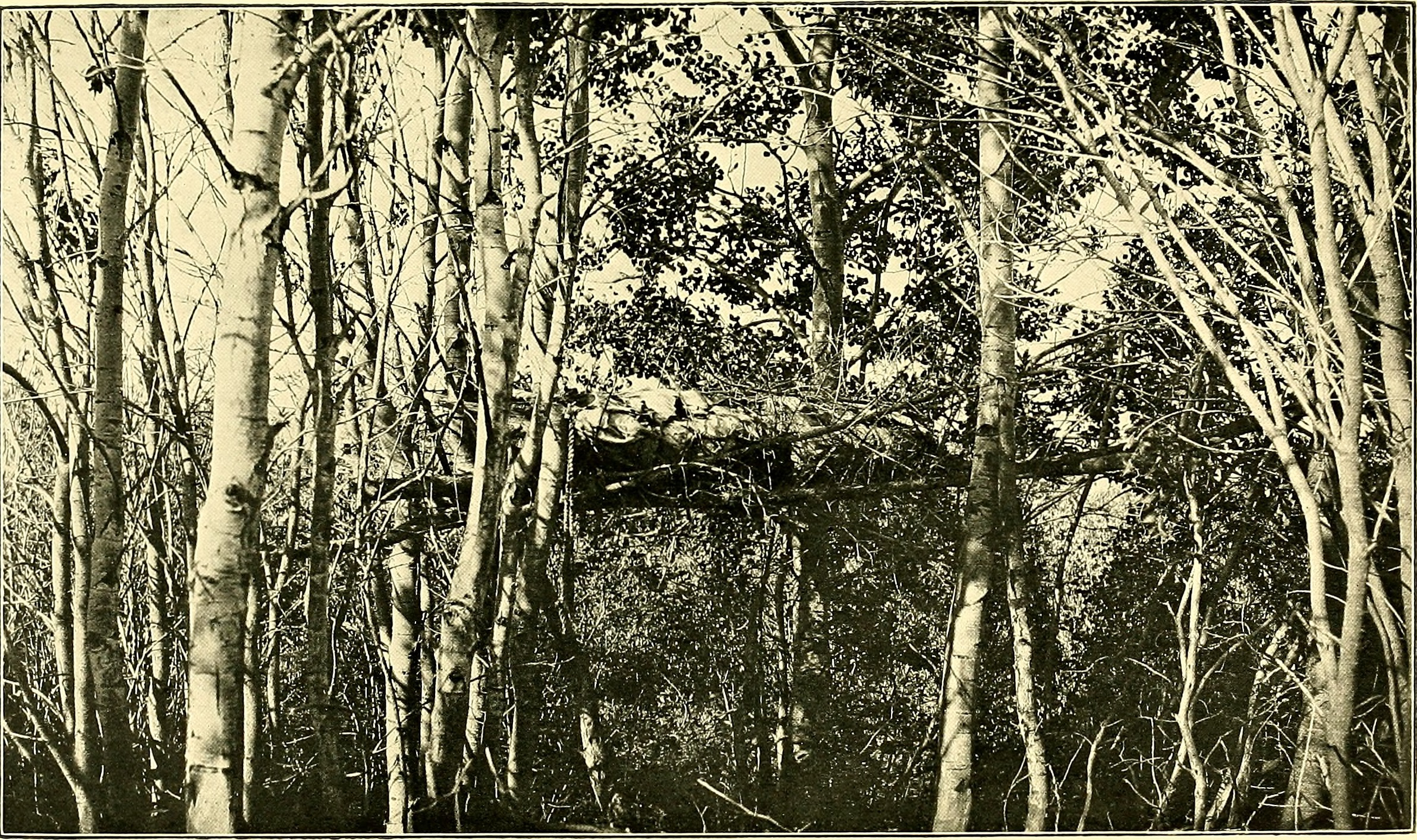
Enterrement de l'arbre sekani.

Le mode de vie traditionnel des Sekanis était basé sur la chasse et la cueillette. Bien que le poisson faisait partie de leur régime alimentaire, les Sekanis comptaient davantage sur le gibier, contrairement à leurs voisins Carriers et Babines, précisément l'orignal, le caribou, le mouflon et l'ours. Ils chassaient également le bison et le wapiti avant d'être chassés des Prairies. Les végétaux consommés consistaient en grande partie de baies, en particulier de bleuets.
Les Sekanis incinèrent traditionnellement les défunts. Après l'arrêt de la crémation, les Sekanis renouent avec une vieille coutume, probablement jamais complètement abandonnée, consistant à recouvrir le mort de la hutte en broussailles qui l'avait abrité pendant ses derniers jours, puis à déserter la localité pendant un certain temps. Les personnes influentes étaient enterrées dans des cercueils élevés sur des plateformes ou des arbres.
Ils auraient pratiqué la polyandrie avant leur conversion à grande échelle au catholicisme.
La langue sekani est intelligible avec celle du peuple danezaa, le danezaa, elles font toutes les deux partie de la famille linguistique athapascane.

## Histoire
Le peuple sekani fait son premier contact avec les colons blancs en 1793 avec l'arrivée d'Alexander Mackenzie dans la région. Les Sekanis sont alors formés de plusieurs bandes ou groupes familiaux de 30 à 40 personnes vivant de la chasse et de la traite le long des rivières Finlay et Parnsip au centre et au nord-est de la province de la Colombie-Britannique.
Les Sekanis commercent à cette époque de manière régulière avec les Slaveys et les Danezaas à l'est ainsi qu'avec les Tahltans et les Dakelhs à l'ouest. Au début du 19e siècle, les Sekanis se déplacent vers les contreforts orientaux des Rocheuses pour éviter les conflits avec les Danezaas et les Cris. À la fin du 19e siècle, plusieurs Sekanis partent s'établir dans le nord du territoire de la province de Colombie-Britannique.
Bien que les premiers postes de traite du territoire sekani sont établis dès 1805, notamment par Simon Fraser, les Sekanis continuent de s'approvisionner en produits européens par l'intermédiaire des Dakelhs et des Tsimshians, des peuples avec qui plusieurs Sekanis trouvèrent mari ou femme. Le peuple sekani adopte donc plusieurs éléments de l'organisation sociale matrilinéaire de la côte ouest, tels que les clans et le potlatch.
En 1899, le gouvernement canadien négocie le traité numéro 8, reconnaissant ainsi les Sekanis, qui demeure, au début des années 1900, accepté par un faible nombre de Sekanis. Les Sekanis de la Première Nation de McLeod Lake signe le traité en 2000.

## Premières Nations

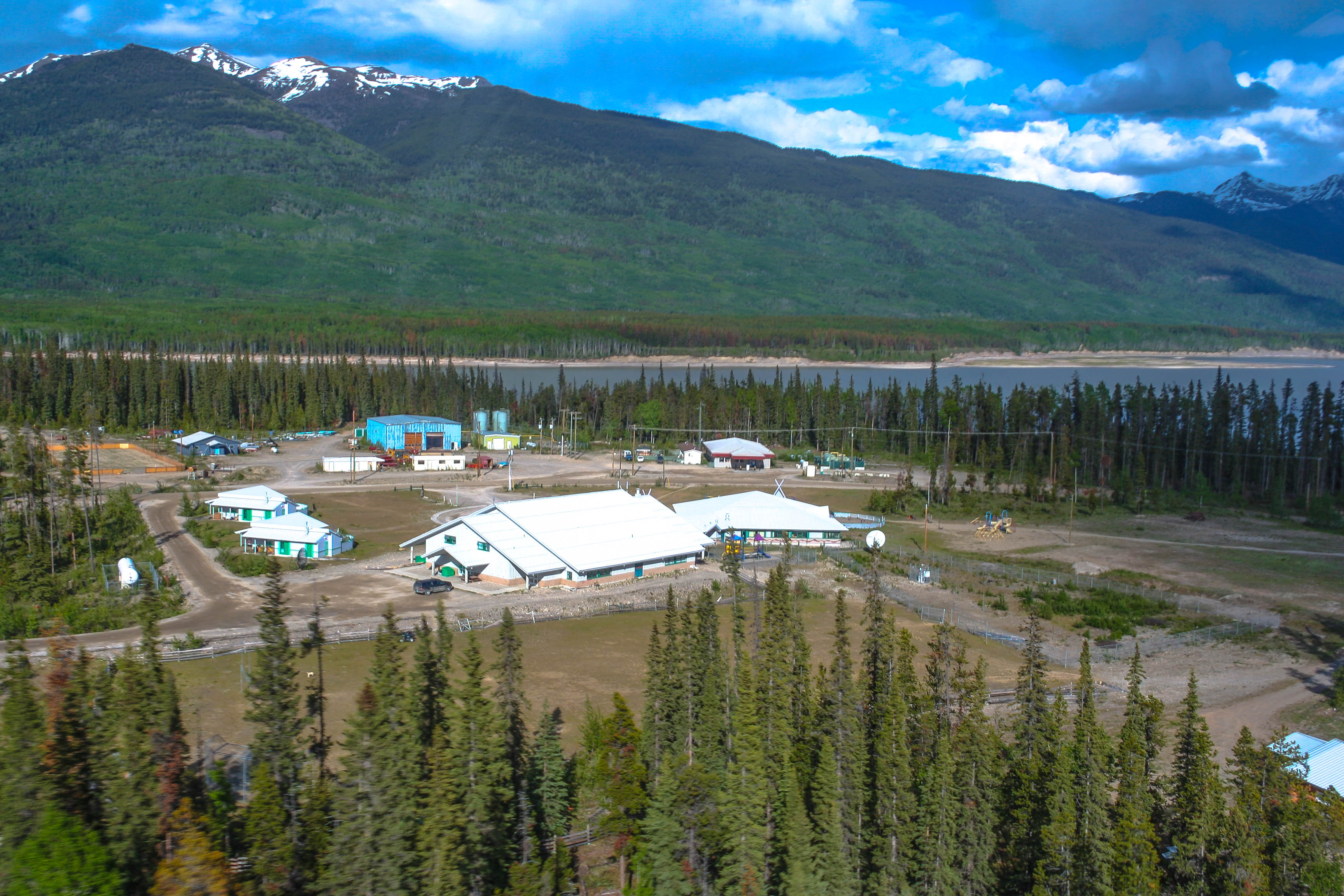
Tsay Keh Dene.

Trois Premières Nations (au sens de « bande indienne ») s'identifient de nos jours comme faisant partie du peuple sekani, soit la Première Nation Kwadacha, la Première Nation de McLeod Lake et la Première Nation Tsay Keh Dene. De plus, la Nation de Takla Lake, qui s'identifie comme dakelh, comprend de nombreuses personnes d'ascendance sekani et, jusqu'à récemment, bon nombre de ses membres parlaient le sekani.